# Друга Дрогобицька обласна партійна конференція
Друга Дрогобицька обласна партійна конференція — партійна конференція Дрогобицького обласного комітету Комуністичної партії (більшовиків) України, що відбулася 1—3 березня 1948 року в місті Дрогобичі.

## Порядок денний конференції
1. Звітна доповідь (доповідач Горобець Іван Григорович);
2. Вибори керівних органів обласного комітету.

14 січня 1949 року відбувся 1-ий пленум Дрогобицького обласного комітету КП(б)У. 1-м секретарем обкому КП(б)У обраний Горобець Іван Григорович, 2-м секретарем — Короленко Лука Ваніфатійович, 3-м секретарем — Лисенко Степан Степанович, секретарем з кадрів — Штефан Михайло Миколайович, з пропаганди — Шелех Микола Родіонович.
Обрано бюро Дрогобицького обласного комітету КП(б)У: Горобець Іван Григорович, Короленко Лука Ваніфатійович, Лисенко Степан Степанович, Штефан Михайло Миколайович, Шелех Микола Родіонович, Яворський Іван Йосипович, Максимов Панас Панасович, Майструк Володимир Федорович, Сабуров Олександр Миколайович. Кандидатами в члени бюро Дрогобицького обласного комітету КП(б)У обрані Косоротов Сергій Петрович, Собко Іван Дмитрович і Смирнов Леонід Васильович.